# Kurt Mürre
Kurt Mürre (* 20. Dezember 1905 in Magdeburg; † 14. Oktober 1967 in Berlin) war ein deutscher Kommunalpolitiker (SPD).

## Leben
Mürre war seit 1947 als Stadtrat in verschiedenen Geschäftsbereichen des Berliner Bezirks Tempelhof tätig. Vom 25. Februar 1959 bis zum 24. Februar 1965 amtierte er als Bezirksbürgermeister von Tempelhof. Aus gesundheitlichen Gründen kandidierte er nicht wieder.

## Ehrung
Ein Seniorenheim am Lichtenrader Damm wurde nach ihm benannt.